# 蒙蒂-达佩德拉
蒙蒂-达佩德拉是葡萄牙波塔莱格雷区的一个堂区。总面积60.07平方公里，总人口327人，人口密度5.4人/平方公里。